# Феодор Сикеот
Феодор Сикеот (греч. Θεόδωρος Συκεώτης, ум. в 613) — христианский святой, аскет, живший в Малой Азии в конце VI–начале VII века.   

## Биография
Родился около 550 года в деревне Сикея в Галатии от деревенской блудницы. В отрочестве пережил эпидемию бубонной чумы и выздоровел после того, как был оставлен своей матерью на пороге деревенской церкви Иоанна Крестителя. После этого Феодор стал часто посещал церковь св. Георгия, располагавшуюся на скалистом холме близ деревни. В четырнадцать лет он переселился в эту церковь, после чего получил дар исцеления. Затем Феодор ушел в затвор в выкопанной им пещере рядом с церковью, где жил два года, питаясь одной просфорой в день.
Когда известия о подвигах юноши дошли до Феодосия, епископа Анастасиуполиса, тот посвятил его в дьяконы, несмотря на юный возраст Феодора. После этого Феодор совершил паломничество в Иерусалим.
Во время правления императора Маврикия он предсказал смерть императора и «великие невзгоды, ужасные бедствия [которые] угрожают миру» что считается указанием на катастрофическую для Византии войну с Персией. Выражал поддержку свергнувшему Маврикия императору Фоке и находился в переписке с императором Ираклием.

## Житие
«Житие Феодора Сикеота», составленное около 641 года, приписывается неизвестному из других источников Елевсию-Георгию. Житие содержит уникальные исторические сведения о политической истории Византии начала VII века, а также бытовые подробности сельской жизни этой эпохи. 